# 第49屆廣播金鐘獎
第49屆廣播金鐘獎（英語：49th Golden Bell Awards）是2014年臺灣傳媒業界的年度盛事之一，以表揚2014年度傑出的臺灣廣播從業人員，廣播金鐘主題為「聲音的力量」。該屆頒獎典禮由中國電視公司承辦，廣播金鐘獎頒獎典禮於2014年（民國103年）10月18日在臺北市國父紀念館舉行，由路嘉怡與區耕祥（Dennis）擔任主持人。

## 過程
2014年9月18日，第49屆金鐘獎提名名單於台北電視節揭曉，文化部影視及流行音樂產業局局長張崇仁、資深廣播節目主持人光、演員林心如、導演虞戡平、藝人阮安祖與曲艾玲等人出席入圍名單公布記者會。

## 入圍暨得獎名單
下列之標記為該獎項得獎者。

## 評審名單
總主委：光

## 外部連結
- 2014年103年度廣播電視金鐘獎官方網站 （页面存档备份，存于）
- 103年廣播金鐘獎入圍名單 （页面存档备份，存于）.文化部影視及流行音樂產業局.2014-09-18
- 103年廣播金鐘獎得獎名單 （页面存档备份，存于）.文化部影視及流行音樂產業局.2014-10-18